# Synagoge (Étain)

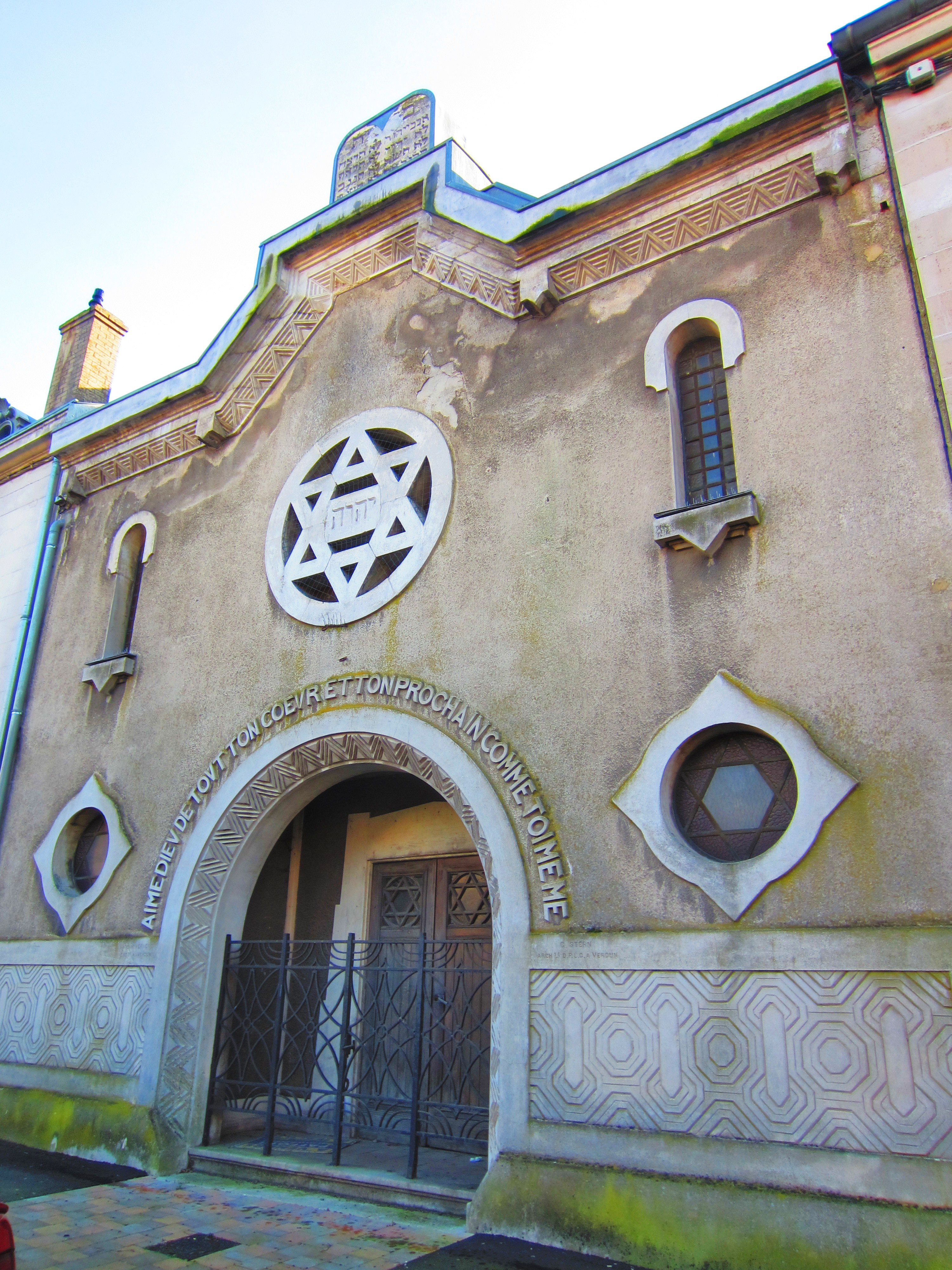
Synagoge in Étain

Die Synagoge in Étain, einer französischen Gemeinde im Département Meuse in Lothringen, wurde von 1923 bis 1928 errichtet. Die Synagoge befindet sich in der Rue de Morteau.
Die Synagoge wurde am 21. Oktober 1928 eingeweiht. Das Eingangsportal wird von einem Rundbogen eingeschlossen über dem eine Rosette mit einem Davidstern sich befindet. Auf der Giebelspitze sind die Gesetzestafeln angebracht.